# Børnehjælpsdagen i Aalborg 1935
 For alternative betydninger, se Børnehjælpsdagen (flertydig). (Se også artikler, som begynder med Børnehjælpsdagen)
Børnehjælpsdagen i Aalborg 1935 er en dansk dokumentarfilm fra 1935.

## Handling
3. september 1935 afholdtes der Børnehjælpsdag i Aalborg. Filmen følger dagens begivenheder fra morgenstunden. Der er børneoptog i byens gader med 5000 deltagende børn. Foran rådhuset står 18000 børn og voksne - borgmester Jørgensen taler 'gennem mikrofon' til de mange fremmødte. Der er karrusel, tombolaer, skydetelte og sliksalg. Der er også festligheder i Nørresundby i dagens anledning. Et stort optog med pyntede vogne går gennem byen.